# San Rafael La Independencia
San Rafael La Independencia («San Rafael»: en honor a su santo patrono Rafael Arcángel) es un municipio del departamento de Huehuetenango de la región-nor-occidente de la República de Guatemala.
Tras la Independencia de Centroamérica en 1821 era una poblado adscrito a San Miguel Acatán y junto con él pasó al Estado de Los Altos en 1838, hasta que dicho Estado fue recuperado por la fuerza para Guatemala por el general conservador Rafael Carrera.
En 1924, el gobierno liberal de facto del general José María Orellana formó al municipio con 64 km² que se separaron de San Miguel Acatán.

## Demografía
El municipio tiene, en 2022, una población aproximada de 18 733 habitantes según el censo de población de 2018 con una densidad de 293 personas por kilómetro cuadrado. Existe una población superior de gente de la etnia akateka representando el 99 % de la población total, y el 1% es población ladina.

## División de la cabecera
Existen varios centros poblados que dividen el municipio de San Rafael La Independencia: más de doce aldeas, catorce caseríos y dos fincas.[cita requerida]
| Categoría | Listado |
| --------- | --- |
| Aldeas    | - K’anmox - Paykonob’ - Ixkanak’ I - Ixkanak’ II - Yiink’u - Taataj - Lajcholaj - K’antetaj - Los Molinos - Ixtinajab - Pucpalá - Villa Linda                  |
| Caseríos  | - Solomk’ú - Kaxnajub’ - Solomchaj - Inconob’ I - Inkonob’ II - Yulaja’ - Patzlaj - Cementerio - Achí - Yink’ú - K’ololaj - Yulchén - Ixkanak’ I - Ixkanak’ II |
| Fincas    | Ach’i’, Yulhuitz El Porvenir |

## Geografía física
El municipio de San Rafael La Independencia tiene una extensión territorial de 64 km².

### Ubicación geográfica
Se encuentra a una distancia de 93 km de la cabecera departamental Huehuetenango y a 350 km de la Ciudad de Guatemala. Está rodeado de municipios del departamento de Huehuetenango; sus colindancias son:
- Norte: Santa Eulalia y San Sebastián Coatán
- Este: Santa Eulalia y San Pedro Soloma
- Oeste: San Miguel Acatán y San Sebastián Coatán
- Sur: San Pedro Soloma y San Miguel Acatán.[4]

|                                               | Norte: Santa Eulalia San Sebastián Coatán |                                      |
| Oeste: San Miguel Acatán San Sebastián Coatán |                                           | Este: Santa Eulalia San Pedro Soloma |
|                                               | Sur: San Pedro Soloma San Miguel Acatán   |                                      |

## Gobierno municipal
Los municipios se encuentran regulados en diversas leyes de la República, que establecen su forma de organización, lo relativo a la conformación de sus órganos administrativos y los tributos destinados para los mismos.  Aunque se trata de entidades autónomas, se encuentran sujetos a la legislación nacional y las principales leyes que los rigen desde 1985 son:
| N.º | Ley                                                | Descripción |
| --- | -------------------------------------------------- | --- |
| 1   | Constitución Política de la República de Guatemala | Tiene una regulación legal específica para los municipios en los artículos 253 al 262. |
| 2   | Ley Electoral y de Partidos Políticos              | Ley de carácter constitucional aplicable a los municipios en el tema de la conformación de sus autoridades electas. |
| 3   | Código Municipal                                   | Decreto 12-2002 del Congreso de la República de Guatemala. Tiene la categoría de ley ordinaria y contiene preceptos generales aplicables a todos los municipios, e inclusive contiene legislación referente a la creación de los municipios.             |
| 4   | Ley de Servicio Municipal                          | Decreto 1-87 del Congreso de la República de Guatemala. Regula las relaciones entra la municipalidad y los servidores públicos en materia laboral. Tiene su base constitucional en el artículo 262 de la constitución que ordena la emisión de la misma. |
| 5   | Ley General de Descentralización                   | Decreto 14-2002 del Congreso de la República de Guatemala. Regula el deber constitucional del Estado, y por ende del municipio, de promover y aplicar la descentralización y desconcentración económica y administrativa.                                |

El gobierno de los municipios está a cargo de un Concejo Municipal mientras que el código municipal —ley ordinaria que contiene disposiciones que se aplican a todos los municipios— establece que «el concejo municipal es el órgano colegiado superior de deliberación y de decisión de los asuntos municipales […] y tiene su sede en la circunscripción de la cabecera municipal»; el artículo 33 del mencionado código establece que «[le] corresponde con exclusividad al concejo municipal el ejercicio del gobierno del municipio».
El concejo municipal se integra con el alcalde, los síndicos y concejales, electos directamente por sufragio universal y secreto para un período de cuatro años, pudiendo ser reelectos.
Existen también las Alcaldías Auxiliares, los Comités Comunitarios de Desarrollo (COCODE), el Comité Municipal del Desarrollo (COMUDE), las asociaciones culturales y las comisiones de trabajo. Los alcaldes auxiliares son elegidos por las comunidades de acuerdo a sus principios y tradiciones, y se reúnen con el alcalde municipal el primer domingo de cada mes, mientras que los Comités Comunitarios de Desarrollo y el Comité Municipal de Desarrollo organizan y facilitan la participación de las comunidades priorizando necesidades y problemas.
Los alcaldes que ha habido en el municipio son:
- 2012-2016: Carlos Francisco Pablo Félix[7]

## Historia

### Tras la Independencia de Centroamérica
Los primeros pobladores que habitaron el municipio de San Rafael La Independencia fueron gente de etnia akateka cuando llegaron al territorio de Huehuetenango, es por eso que la población de esa raza en el municipio es casi absoluta. El municipio formaba parte anteriormente del municipio de San Miguel Acatán como aldea. 

### El efímero Estado de Los Altos

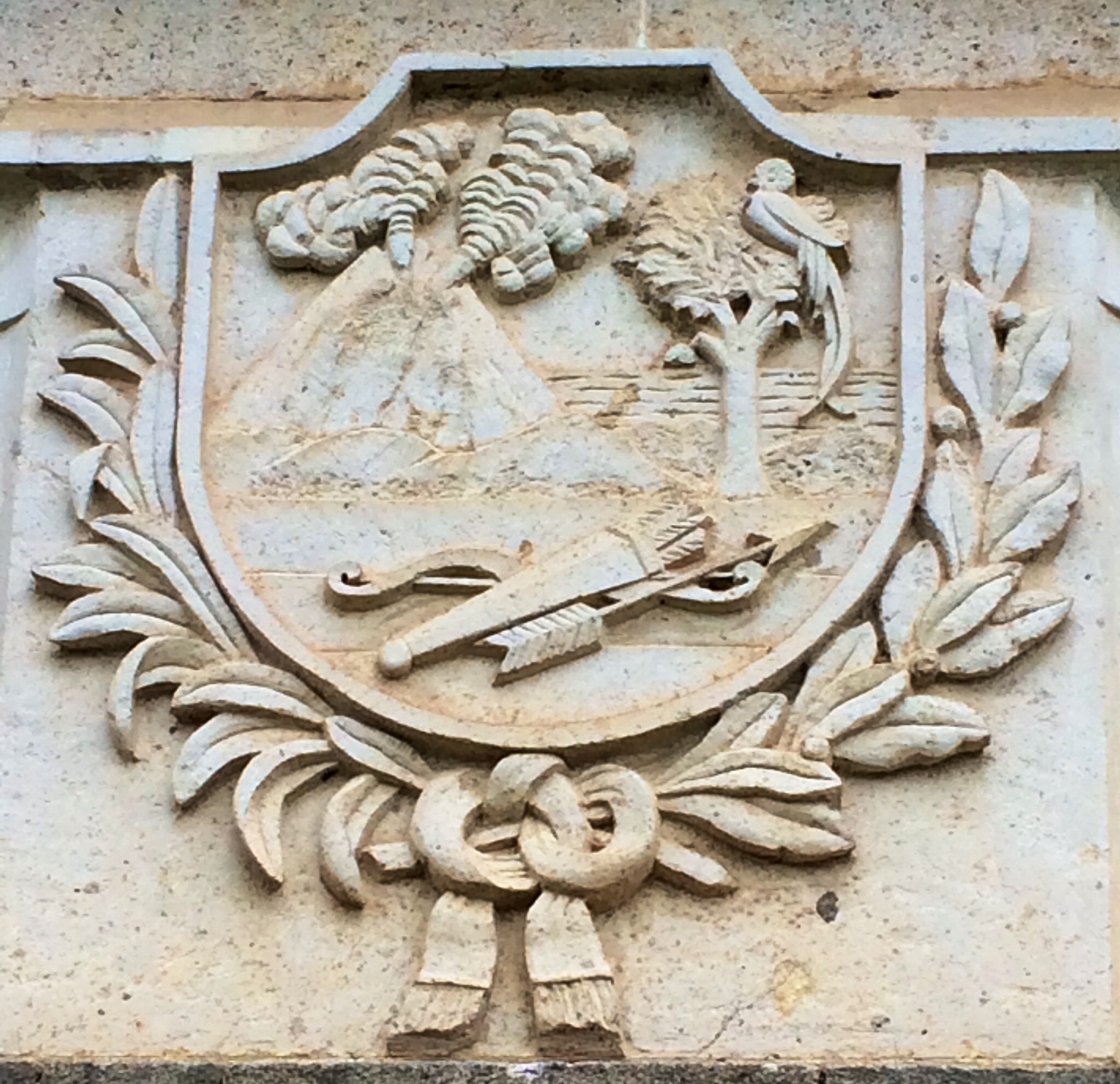
Escudo del Estado de los Altos

A partir del 3 de abril de 1838, el poblado de San Rafael fue parte de la región que formó el efímero Estado de Los Altos y que forzó a que el Estado de Guatemala se reorganizara en siete departamentos y dos distritos independientes el 12 de septiembre de 1839:
- Departamentos: Chimaltenango, Chiquimula, Escuintla, Guatemala, Mita, Sacatepéquez, y Verapaz
- Distritos: Izabal y Petén[8]

La región occidental de la actual Guatemala había mostrado intenciones de obtener mayor autonomía con respecto a las autoridades de la ciudad de Guatemala desde la época colonial, pues los criollos de la localidad consideraban que los criollos capitalinos que tenían el monopolio comercial con España no les daban un trato justo.  Pero este intento de secesión fue aplastado por el general Rafael Carrera, quien reintegró al Estado de Los Altos al Estado de Guatemala en 1840.

### Fundación del municipio
El 21 de mayo de 1924, se tomaron 64 km² de San Miguel Acatán para formar el municipio de San Rafael La Independencia. El límite con San Miguel Acatán se oficializó el 1 de julio de 1931.